# Вілсон Сенеме
Вілсон Луїс Сенеме (порт. Wilson Luís Seneme, 28 вересня 1970) — бразильський футбольний арбітр, арбітр ФІФА з 2006 року.

## Кар'єра
З 2001 року став судити матчі бразильської Серії А, обслуживши загалом понад 130 ігор, а також судив перший матч фіналу Кубка Бразилії 2007 року. Також судив матчі на континентальному рівні у Копа Лібертадорес і Копа Судамерікана .
Влітку 2011 року був одним з арбітрів молодіжного чемпіонату світу, у Колумбії, а через кілька місяців відсудив другий фінал Копа Судамерікани між «Універсідад де Чилі» та «ЛДУ Кіто» .
У квітні 2012 року він був введений ФІФА в список 52 попередньо відібраних суддів на Чемпіонат світу 2014 року. Проте через рік, у лютому 2013 року, з публікацією нового оновленого списку FIFA, Сенеме був з нього виключений, натомість на «мундіаль» поїхав його співвітчизник Сандро Річчі.